# گتوی شانگهای
گتوی شانگهای (انگلیسی: Shanghai Ghetto) منطقه ای تقریباً یک مایل مربع در منطقه Hongkew در دوران اشغال شانگهای توسط امپراتوری ژاپن بود.
پس از اشغال شانگهای توسط ژاپنی‌ها در سال ۱۹۴۱، نیروی زمینی امپراتوری ژاپن حدود ۲۳۰۰۰ پناهنده یهودی شهر را مجبور به محدود کردن یا انتقال مجدد به گتوی شانگهای از سال ۱۹۴۱ تا ۱۹۴۵ کرد.